# 愛と青春の宝塚
『愛と青春の宝塚～恋よりも生命よりも～』（あいとせいしゅんのたからづか こいよりもいのちよりも）は、2002年1月3日・4日にフジテレビで2夜連続放送された、日本の正月特別ドラマ。
- 第二次世界大戦中の宝塚歌劇団を描いた。
- 2008年12月に、新宿コマ劇場のファイナル公演として宝塚歌劇団卒業生による舞台版が上演された。

## ドラマ概要
娯楽の少ない戦時中に、強く華やかに生き抜いた5人のタカラジェンヌたちの姿を描いた。
主演クラスには藤原紀香をはじめ木村佳乃・米倉涼子・中谷美紀等を起用。このほか、椎名桔平・仲村トオル・ユースケ・サンタマリアが脇を固めた。
ドラマの制作にあたっては宝塚歌劇団が全面的にバックアップした。宝塚大劇場での撮影を許可し、衣装を提供。宝塚専属の演出家である正塚晴彦が劇中劇を書き下ろした。また、主演クラスの5人には宝塚歌劇団卒業生がサポートに当たり、宝塚歌劇の舞台に近い舞台シーンを再現した。
戦時中の再現シーンには大井川鉄道のSLや、海上自衛隊の輸送艦「おじか」を使っての撮影も行われた。

## 登場人物
リュータン（芸名：嶺野白雪 男役） - 藤原紀香
絶大な人気を誇る雪組男役トップスター、雪組組長。本名は竜崎薫。愛称は本名の姓より。
タッチー（芸名：橘伊吹 男役） - 木村佳乃
ドラマの実質的主人公。本名は佐原伊吹。リュータンの後輩。橘伯爵家の令嬢であったが、父が事業に失敗し没落。下男だった男の養女となる。天涯孤独の貧困生活から抜け出す為に入団。愛称は芸名の姓より。
トモ（芸名：星風鈴子 男役→娘役） - 中谷美紀
タッチーの同期。本名は山田友子。ある秘密ゆえにトップへ強い執着を持つ。男役トップスターになる夢を捨て、リュータンの相手役である娘役トップスターになるため、男役から娘役に転向する。愛称は本名の下の名前より。
エリ（芸名：室町エリ 男役） - 米倉涼子
タッチーの同期。本名は池上英国子。九州の実業家の娘。父から見合いを薦められるが、結婚はしたくない。女の自立を舞台に求めている。文学少女で、サルトルとボーヴォワールの関係に憧れている。愛称は芸名の下の名前より。
ベニ（芸名：紅花ほのか 娘役） - 春花
タッチーの同期。本名は川村まつ。実家は貧しい農家。リュータンに憧れる三枚目。愛称は芸名の姓より。
影山航 - 椎名桔平
演出家。祇園の芸妓と名のある僧侶の間に私生児として生まれる。母の死後、茶屋で育ち、軍人にさせようとするの父への反発から、宝塚の演出家になる。
辻清志 - ユースケ・サンタマリア
貧乏画家。気は弱いが、愛情は深い。
少年時代の手塚治虫 - 久野雅弘（小学生時）、立澤真明（中学生時）
医師を目指す、絵が好きな少年。
速水悠介 - 仲村トオル
海軍中尉。学のある紳士。
生瀬勝久、金田明夫、小林勝也、井川比佐志、岡本麗、森下哲夫、でんでん、石村昌子、石井洋祐、瑠川あつこ、鳥肌実、長岡尚彦、沼崎悠、宮野友里加、笠井信輔、井澤健、有薗芳記、宮本大誠、山上賢治、市原清彦、松美里杷 ほか

## スタッフ
- 脚本：大石静
- 演出：藤田明二
- 音楽：加羽沢美濃
- 主題歌：LANLAN「Be With You」（avex trax）
- 舞台構成演出：正塚晴彦
- 舞台音楽：高橋城、吉田優子、鞍富真一
- 舞台振付：羽山紀代美、御織ゆみ乃、若央りさ
- 舞台美術：宝塚舞台
- 舞台制作：久保孝満
- 操演：タカハシレーシング
- 特殊メイク：松井祐一
- 技術協力：バスク
- 美術協力：アックス、フジアール
- スタジオ：渋谷ビデオスタジオ、緑山スタジオ・シティ、ytv多摩スタジオ
- 制作管理：シネハウス
- ロケ協力：昭和女子大学人見記念講堂、江戸東京たてもの園、東京ロケーションボックス、佐原市、横須賀海軍施設、九段会館、大井川鐵道、宝塚ワシントンホテル、手塚治虫記念館、神戸市立御影公会堂、伊丹市立文化会館（いたみホール）　ほか
- プロデュース：小岩井宏悦、高橋萬彦
- 編成：長部聡介
- 参考文献：橋本雅夫「すみれの花は嵐を越えて」（読売新聞社）
- 撮影提供：阪急電鉄株式会社、宝塚歌劇団
- コーディネイト：宝塚クリエイティブアーツ
- 協力：防衛庁（陸上自衛隊・海上自衛隊・航空自衛隊）
- 企画協力：手塚プロダクション
- 制作：フジテレビ・共同テレビ

## 宝塚歌劇団関係者
卒業生15名、現役51名、スタッフ1名 合計：67名

### 卒業生の出演者
10名
八千草薫（役名：ナレーター）、鳳八千代（役名：遥陽炎）、朝丘雪路（役名：紫貴彩華）、久世星佳（役名：奈良井根子）、森ほさち【現役名：千ほさち】（役名：姿八重）
瑠菜まり（役名：穂高昇）、宮本えりか【現役名：美椰エリカ】（役名：ミドリ）、長尾まや【現役名：蘭香レア】（役名：鏡京子）、西田久美子【現役名：妃里梨江】（役名：六条朝美）、和田有由【現役名：鮎奈さえ】（役名：オケイ）

### 主な出演者のサポート者
卒業生5名（ ）内は担当した女優
海峡ひろき（藤原紀香）、鷹月笙（米倉涼子）、詩乃優花（中谷美紀）、雅景（春花）、夏城令（木村佳乃）

### 現役の出演者（当時）
51名
朝みち子（役名：日舞講師）、千雅てる子（役名：バレエ講師）、舞城のどか、隼颯希、桐生園加、貴怜良、桜一花、七星きら、嶺輝あやと、華形ひかる、華桐わかな、音瀬朱夏、望月理世、紫峰七海、珠まゆら、舞名里音、花野じゅりあ、夏空李光、月路奏、瑠音舞佳、華城季帆、星紀はんな、初姫さあや、日向燦、姿央みやび、沙央くらま、晴華みどり、白帆凜、花緒このみ、鞠輝とわ、衣咲真音、彩みづ希、岬麗、織花なるみ、真木薫、高遠梓、麻生あくら、潮和歌、音乃いづみ、天翔ゆうり、大海亜呼、十輝いりす、純あいら、綾花ちか、聖野花珠、鮎瀬美都、草凪萌、天河佑斗、八雲美佳、早霧せいな、華凜もゆる

### 出演スタッフ
1名
吉田優子（役名：声楽指導、ピアノ演奏者）

## 舞台版
2008年12月、新宿コマ劇場ファイナル公演にてミュージカル化し上演。翌年全国ツアーを実施した。
2011年2月-3月、新たにレビューショーを加えて青山劇場、梅田芸術劇場にて再演された。

### キャスト
上記ドラマ版も参照のこと。
リュータン、タッチー、トモ、ベニはダブルキャスト。
|                         | 2008年                               | 2011年                               |
| ----------------------- | ------------------------------------ | ------------------------------------ |
| 嶺野 白雪（リュータン） | 紫吹淳・湖月わたる                   | 真琴つばさ・湖月わたる               |
| 橘 伊吹（タッチー）     | 彩輝なお【現役名：彩輝直】・貴城けい | 彩輝なお【現役名：彩輝直】・貴城けい |
| 星風 鈴子（トモ）       | 星奈優里・大鳥れい                   | 星奈優里・陽月華                     |
| 紅花 ほのか（ベニ）     | 紫城るい・映美くらら                 | 紫城るい・彩乃かなみ                 |
| 影山航                  | 石井一孝                             | 岡田浩暉                             |
| 速水悠介                | 本間憲一                             | 坂元健児                             |
| オサム                  | 佐藤アツヒロ                         | 松下洸平                             |

### その他の出演者
|                  | 2008年 | 2011年 |
| ---------------- | --- | --- |
| 女性アンサンブル | 福麻むつ美【現役名：翼悠貴】・真山葉瑠 真由華れお・瑠菜まり・水原まどか 光海あきほ【現役名：光海晶帆】 雪路かほ【現役名：雪路歌帆】・月丘七央 叶千佳・水月舞・牧勢海・涼麻とも・青葉みちる 凜華せら・夏空李光・峯眞琴【現役名：紫水梗華】 千はふり・姫咲ひなの・澪乃せいら・流輝一斗 | 植野葉子【現役名：千田真弓】・美郷真也 光海あきほ・かわづ恵【現役名：苑みかげ】 叶千佳・水月舞・牧勢海・涼麻とも・夏空李光 峯眞琴・日向燦・彩橋みゆ・千はふり 山田裕美子【現役名：夢華あやり】 塩月綾香【現役名：春咲ころん】・紗羽優那 |
| 男性アンサンブル | 小林アトム・谷本充弘・矢崎広 | 高橋広司・谷本充弘・安倍康律 |

### スタッフ
- 原作、脚本、原詞：大石静
- 音楽：三木たかし
- 演出：鈴木裕美
- 主催：フジテレビ・コマ・スタジアム
- 音楽監督：清水恵介
- 作詞：高橋知伽江
- 振付：前田清実
- 美術：島川とおる
- 照明：原田保
- 衣裳：有村淳
- ヘアメイク：田中エミ
- 音響：実吉英一
- 歌唱指導：矢部玲司（2008年）・岡崎亮子（2011年）
- 脚本協力：山岡真介
- 舞台監督：小林清隆（2008年）・瀧原寿子（2011年）

## 補足
- 劇団員が労働奉仕を行った工場は川西航空機宝塚製作所であるが終戦後は取り壊され跡地が阪神競馬場になったため、セットが使われている。
- 本作品を放送した大阪の系列局である関西テレビ放送は、宝塚歌劇団の運営母体である阪急電鉄をはじめとする阪急阪神東宝グループに属している。
- 舞台版で主要キャストを務めた、紫吹淳、湖月わたる、彩輝なお、貴城けいの4名で「T4」という期間限定ユニットが結成され、2008年12月3日に舞台の主題歌である「愛よりも恋よりも」でCDデビューを果たしたほか、2009年3月13日 - 15日に最初で最後のコンサートが東京国際フォーラムにて開催された。